# Ligue sociale
91 av. J.-C. – 88 av. J.-C.
La ligue sociale ou ligue italienne est une alliance conclue entre les différents peuples de l'Italie centrale pour combattre les Romains contre lesquels ils s'étaient rebellés lors de la guerre sociale (91-88 av. J.C.).

## Histoire
Cette ligue, dite sociale, ou italique étaient composées des Marses, des Péligniens, des Vestins, des Marrucins, des Picentes, des Prétutiens, des Frentans, des Pentres, des Hirpins, des Venusins, des Apuli, des Campaniens et des Lucaniens. Leur ville représentative était Corfinio, rebaptisée Italica .

## Monnaie
- Monnaie de la guerre sociale (en)

La ligue italienne a également forgé une série de pièces de monnaie pour marquer son indépendance de Rome, portant la légende Italia en épigraphe.